# Tóalmás
Tóalmás é um município da Hungria, situado no condado de Peste. Tem 39,35 km² de área e sua população em 2015 foi estimada em 3.344 habitantes.